# Муснад имама ар-Раби ибн Хабиба аль-Фарахиди
Мусна́д има́ма ар-Раби́‘ ибн Хаби́ба аль-Фарахи́ди (араб. مسند الإمام الربيع بن حبيب الفراهيدي‎) — ибадитский сборник хадисов. Большинство из хадисов переданы табиином Джабиром ибн Зайдом. Согласно ибадитам, эта книга является второй по аутентичности после Корана. Оригинальная книга содержит 742 хадиса и практически не используется. Более поздней редакцией является «Тартиб аль-Муснад», в который  Абу Якубом аль-Вариджляни дополнительно внесено 263 хадиса, то есть их число доведено до 1005.

## Структура
Первые две части содержат Сунну, касающуюся правовых и религиозных вопросов. Иснад первых 2 частей таков: Мухаммед → Сподвижники → Джабир ибн Зайд → ар-Раби ибн Хабиб. Сподвижники: Ибн Аббас, Абу Хурайра, Абу Саид аль-Худри, Анас ибн Малик, ‘Аиша. Также есть хадисы со следующими иснадами:
- Мухаммед → Абу Айюб аль-Ансари → ар-Раби ибн Хабиб
- Мухаммед → Убада ибн ас-Самит → ар-Раби ибн Хабиб
- Мухаммед → Ибн Масуд → ар-Раби ибн Хабиб

Третья и четвёртая части, добавленные Абу Якубом, содержат передачи от ар-Раби по теологическим вопросам.